# Mildenberger Verlag
Der Mildenberger Verlag ist ein Verlag für Schulbücher, vorwiegend für allgemeinbildende Schulen. Das Programm des 1948 gegründeten Verlags umfasst mehr als 1600 Einzeltitel. Der fachliche Schwerpunkt liegt im Grundschulbereich.
Das Programm umfasst neben Materialien für klassische Grundschulfächer auch zum Beispiel die Fachbereiche Englisch, Französisch, Pädagogik und Computer. Zielgruppen sind Schulen, Lehrer, Eltern und Erzieher.

## Unternehmensporträt
Im Mittelpunkt aller Veröffentlichungen steht das motivierende Lernen für Grundschüler. Neben dem klassischen Medium Buch ist auch Lernsoftware auf CD-ROM oder im Internet (inkl. Apps) Bestandteil des Verlagsprogramms.
Neben Schulbüchern für den Unterricht in der Schule umfasst das Programm Arbeitshefte und Lernsoftware für das Lernen zu Hause, Internetplattformen sowie Handbücher, Arbeitsblätter zur Differenzierung, Demonstrationsmittel und weitere Materialien für die Unterrichtsvorbereitung und -gestaltung. Genauso werden die Themen Deutsch als Zweitsprache (DaZ), Deutsch als Fremdsprache (DaF), Heimat- und Sachkunde sowie die Prävention von Lese- und Rechtschreibstörung (LRS) behandelt.

## Unternehmensgeschichte
Nach Ende des Zweiten Weltkriegs im Jahr 1945 gründete General Schmittlein, Leiter der Education publique der französischen Besatzungsmächte in Deutschland, den Lehrmittel-Verlag Offenburg-Mainz.
1948 übernahmen die Gesellschafter Aengeneyndt, Erwin Burda, Franz Burda und Werner Schmeil den Verlag. Der Lehrmittel-Verlag Offenburg deckte zu dieser Zeit den gesamten Bedarf der französischen Besatzungszone an Lehr- und Lernmitteln. Karl Mildenberger, der als Prokurist den Verlag leitet, erwarb 1953 alle Geschäftsanteile und in der Folge änderte der Verlag seinen Namen in Karl Mildenberger Verlag GmbH. 1967 übernahm sein Sohn Dieter († 2013) den Betrieb. Seit Anfang 2009 ist Frank Mildenberger, der Enkel des Firmengründers, alleiniger Gesellschafter und Geschäftsführer.

## Auszeichnungen
- Comenius-Medaille für die integrierte Lernumgebung des Mathematik-Lehrgangs „Mathetiger“
- 2006 Giga-Maus für die beste Lernsoftware im Bereich Deutsch: „Hexe Trixi“